# Музей Янка Краля
Музей Янка Краля — історичний музей у місті Ліптовський Мікулаш (словац. Liptovský Mikuláš, вимоваⓘ; до 1952 р. «Liptovský Svätý Mikuláš»; нім. Liptau-Sankt-Nikolaus, Sankt Nikolaus in der Liptau; угор. Liptószentmiklós) в окрузі Ліптовський Мікулаш, Жилінський край, центральна Словаччина.

## Історія
Музей названий на честь словацького культурного діяча, поета, представника романтизму Янка Краля, який
24 квітня 1822 року народився у м. Ліптовський Мікулаш у сім'ї шинкаря.

## Колекції
Колекція музею налічує експонати стосовно біографії Янка Краля та з історії міста Ліптовський Мікулаш.
В музеї також розташована зала історичної книги, яка поєднала у собі експонати з особистих колекцій жителів міста Ліптовський Мікулаш. В ній знаходяться найдавніші книги, видані словацькою мовою, інкунабули XV—XVII століть, рукописи.
Доступ до колекції можливий лише в обмежений період року, вартість індивідуального відвідування зібрання історичної книги — 2 євро, сервіс передбачає послуги персонального гіда.
Музей має кілька філіалів, розташованих у м.Ліптовський Мікулаш, зокрема Татрін та синагогу.

## Галерея

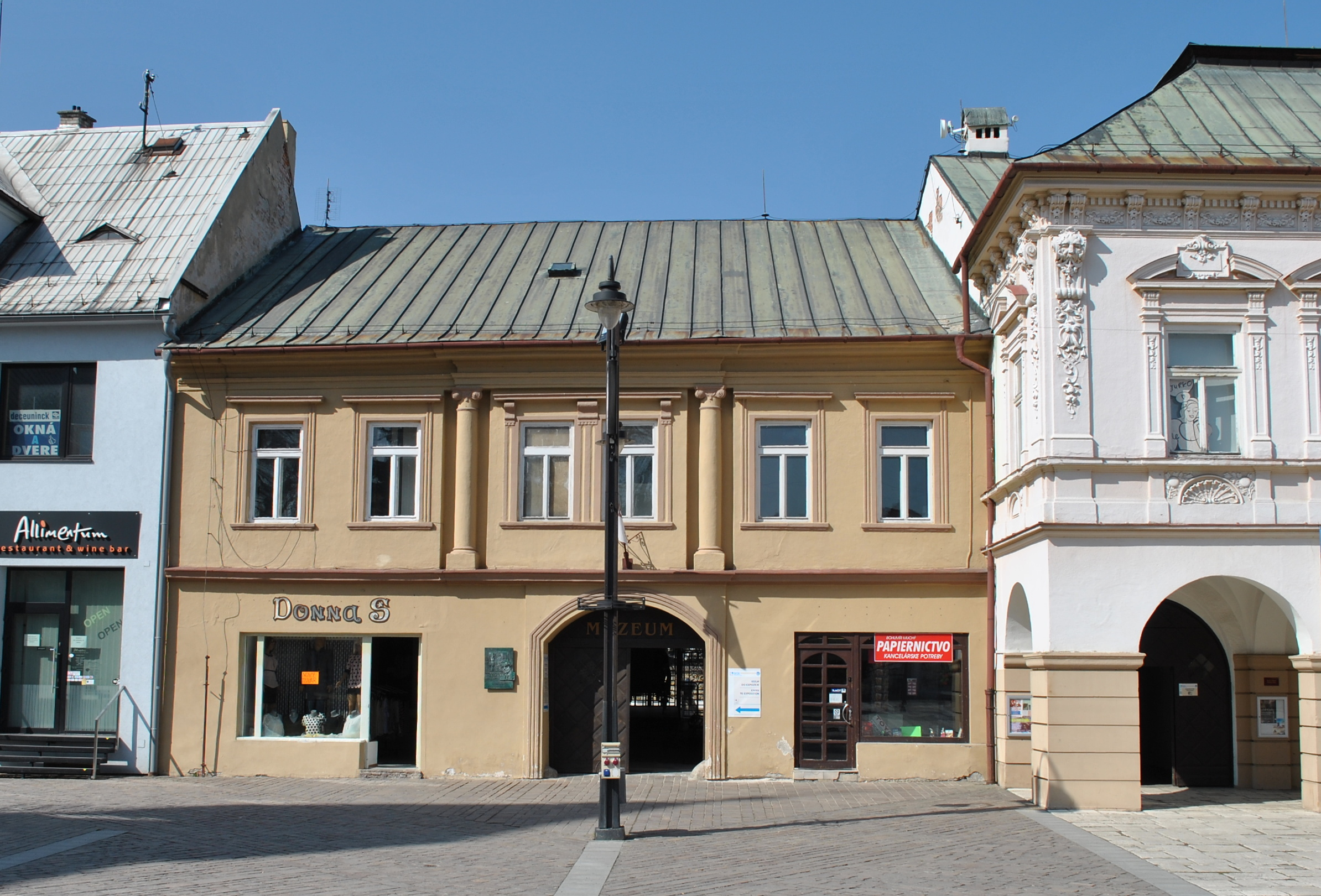
Вид на будівлю музею
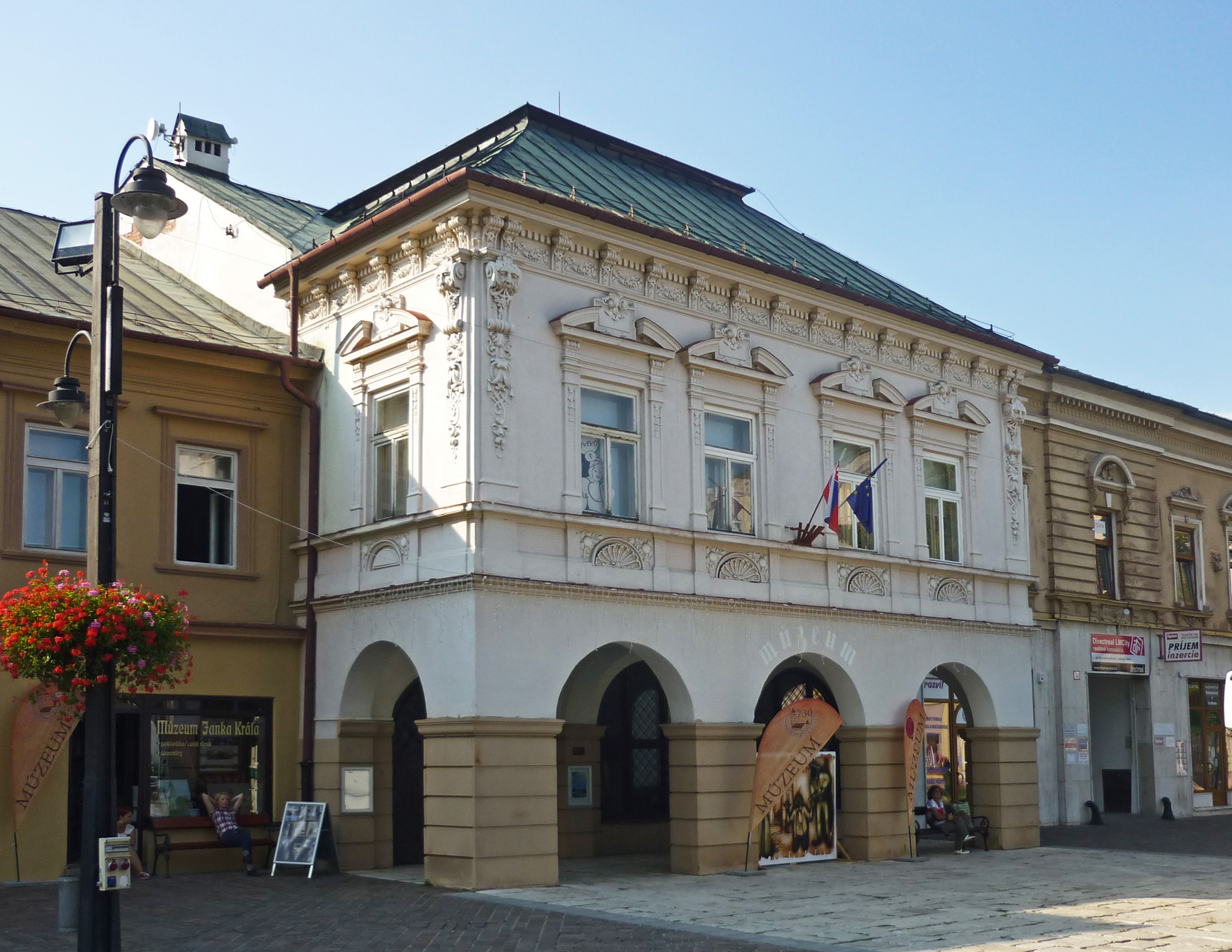
Вхід до музею
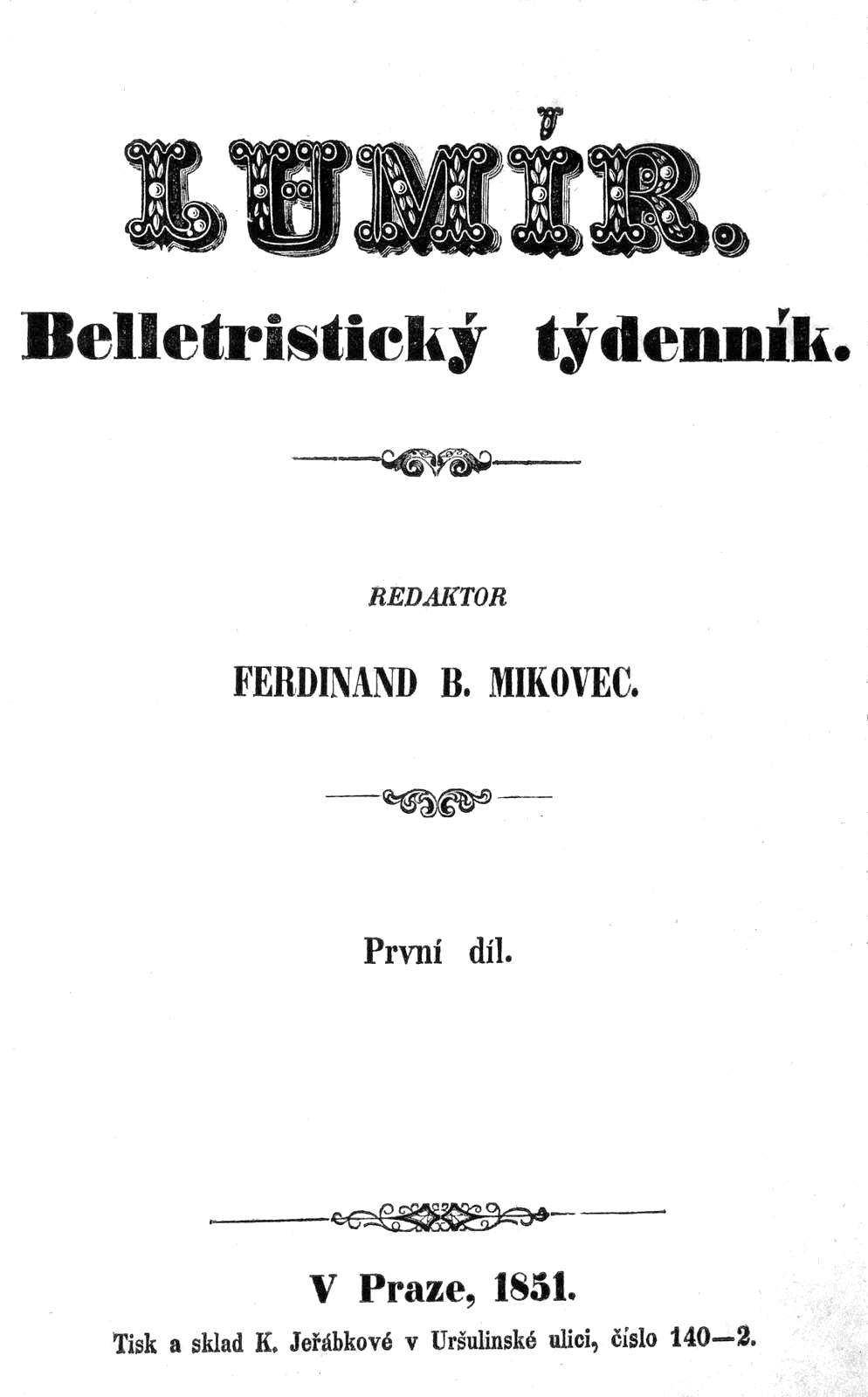
Часопис Lumír, в якому надруковані 4 байки Янка Краля (експонат зали історичної книги)